# Dietmar Kuegler

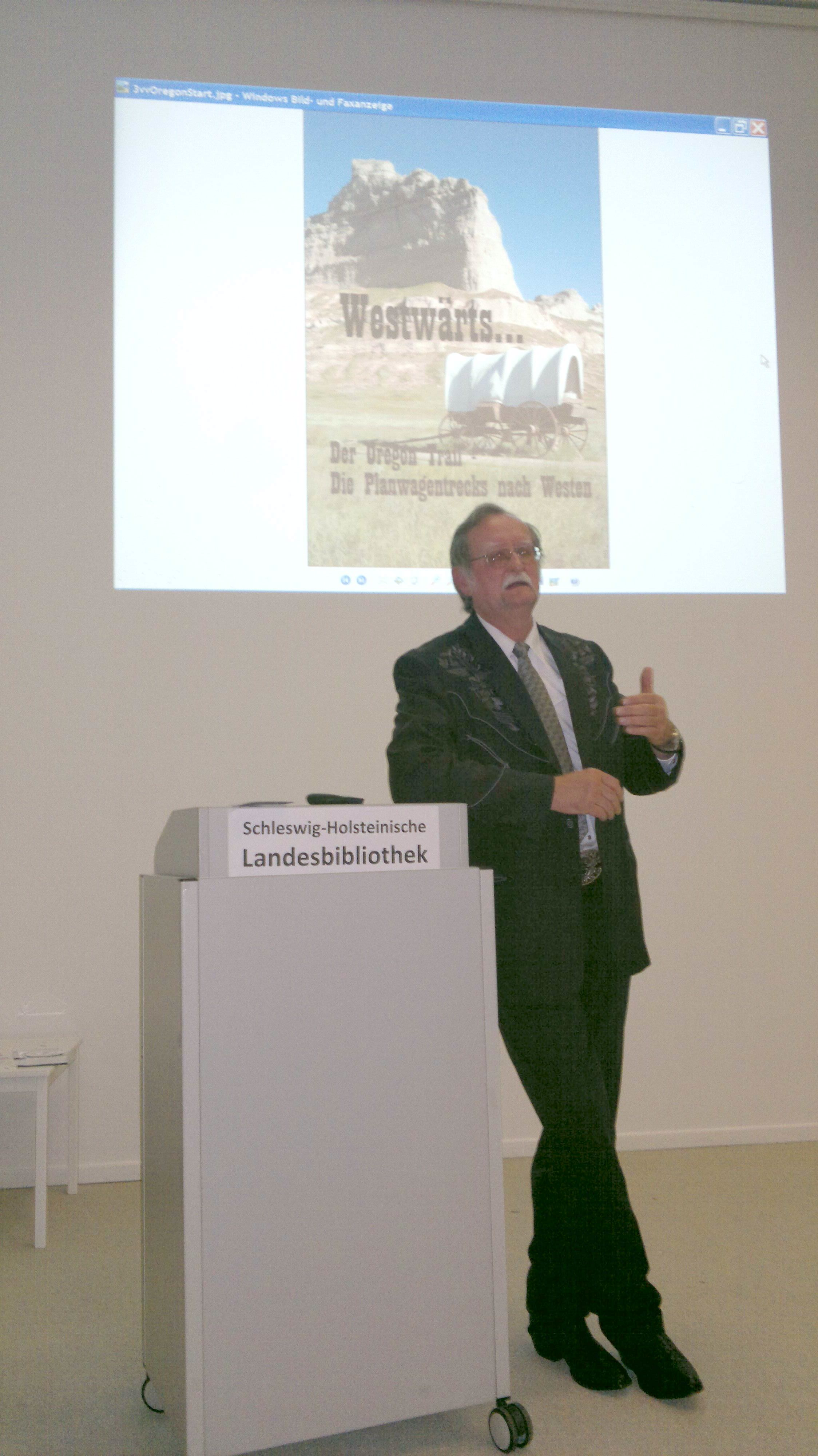
Dietmar Kuegler

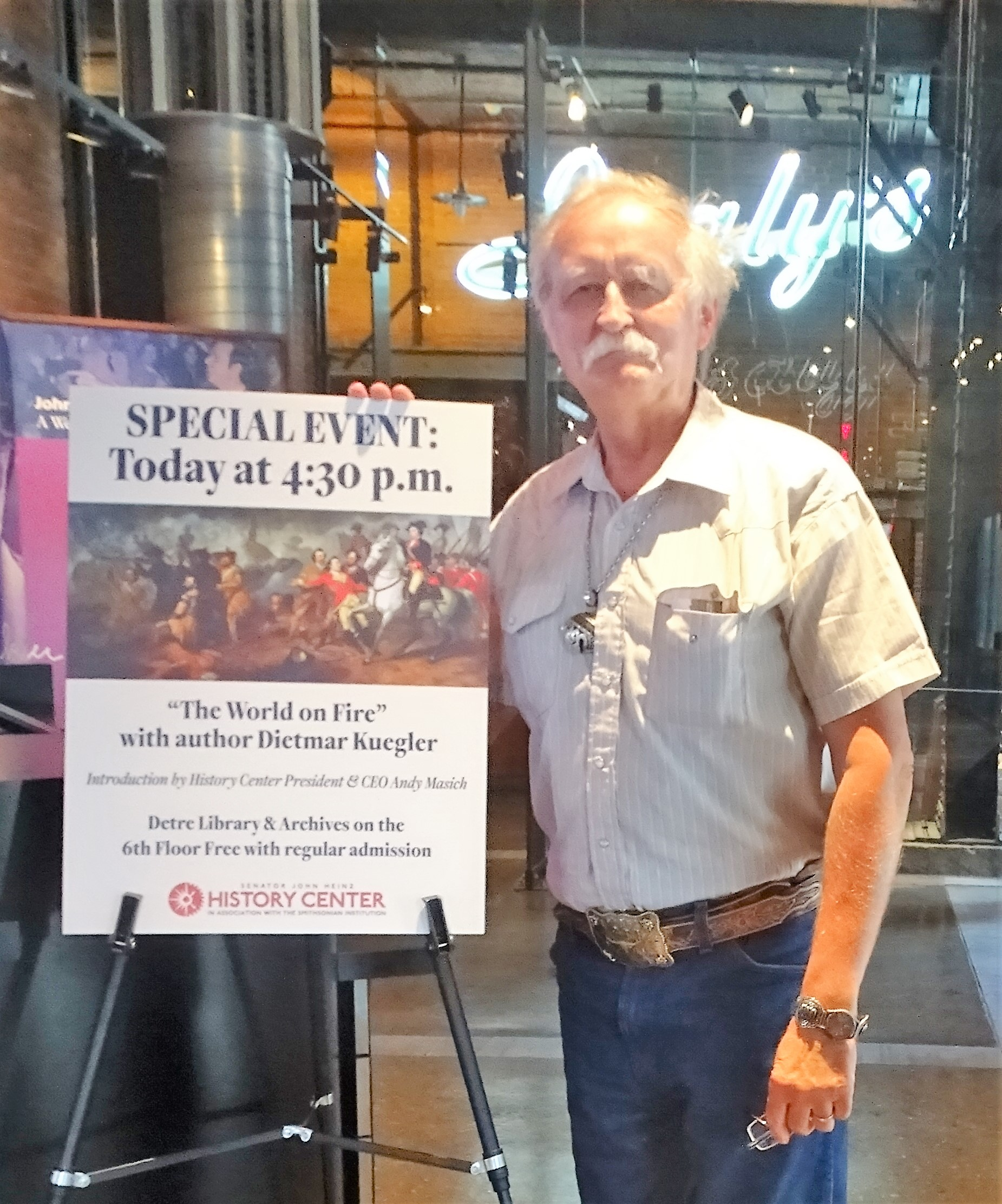

Dietmar Kuegler (* 4. Juni 1951 in Dolberg; † 3. Dezember 2022 in Oevenum auf Föhr) war ein deutscher Publizist und Verleger.

## Leben
Kuegler schilderte selbst, wie er als Kind erstmals in freundlichen Kontakt mit amerikanischen Soldaten geriet, die sein Interesse an diesem Land weckten. Nach der Lektüre der Karl-May-Erzählungen fasste er den Entschluss, sich intensiver mit der Geschichte der USA zu beschäftigen. Mit knapp 19 Jahren begann er, Western-Romane zu schreiben. 1976 veröffentlichte er das Sachbuch „Sie starben in den Stiefeln“ im „Motorbuch-Verlag“ (Stuttgart), weitere folgten dort. Seit der Ausgabe 2/1978 arbeitete er an der von Thomas Ostwald gegründeten Zeitschrift Magazin für Amerikanistik mit und übernahm 1985 die Zeitschrift, gründete dazu den „Verlag für Amerikanistik“. Dort erschienen neben dem Magazin zahlreiche Sachbücher und Reprints zum Thema amerikanische Pioniergeschichte. Standardwerke für die Hobby-Szene wie die drei Bücher von Thomas Ostwald „Das große Indianerhandbuch“, „Das große Trapperhandbuch“ sowie „Das große Handbuch der Pioniere“ erlebten zahlreiche Neuauflagen und festigten den Ruf des Verlages in der Szene.
2006 wurde er lebenslanges Mitglied (Life Member) der Jesse James Gang von Minnesota.
2006 wurde er Honorable Deputy Sheriff des Rice County, Minnesota, ernannt durch den County Sheriff Crook.
Am 17. Juni 2022 stellte das John Heinz History Center in Pittsburgh, Pennsylvania, ein Partnermuseum der Smithsonian Institution, Kuegler mit seinem Buch The World on Fire. The Beginning of the French & Indian War, dem amerikanischen Publikum vor. Die Vorstellung wurde für amerikanische Medien aufgezeichnet.
Im Jahr 2013 war er kurzzeitig Besitzer der Wrixumer Mühle.

## Werke
- The Last Scalp/Der letzte Skalp - Wades-In-The-Water, Blackfeet Chief. (Zusammen mit Karen Rogowski) Tatanka Press, 2021. ISBN 978-3-89510-150-2
- Walk the Line. Dyess-Kolonie, die Heimat von Johnny Cash. (Country ideals 54). 2021. ISBN 978-3-89510-139-7
- Ich ziehe mit den Adlern - Kit Carson. Ein amerikanischer Held. Verlag für Amerikanistik, 2016. ISBN 978-3-89510-140-3.
- Reenactment - Lebendige Geschichtsinterpretation am Beispiel des jährlichen Rendezvous in Bent's Old Fort, Colorado. Verlag für Amerikanistik, 2015. ISBN 978-3-89510-133-5.

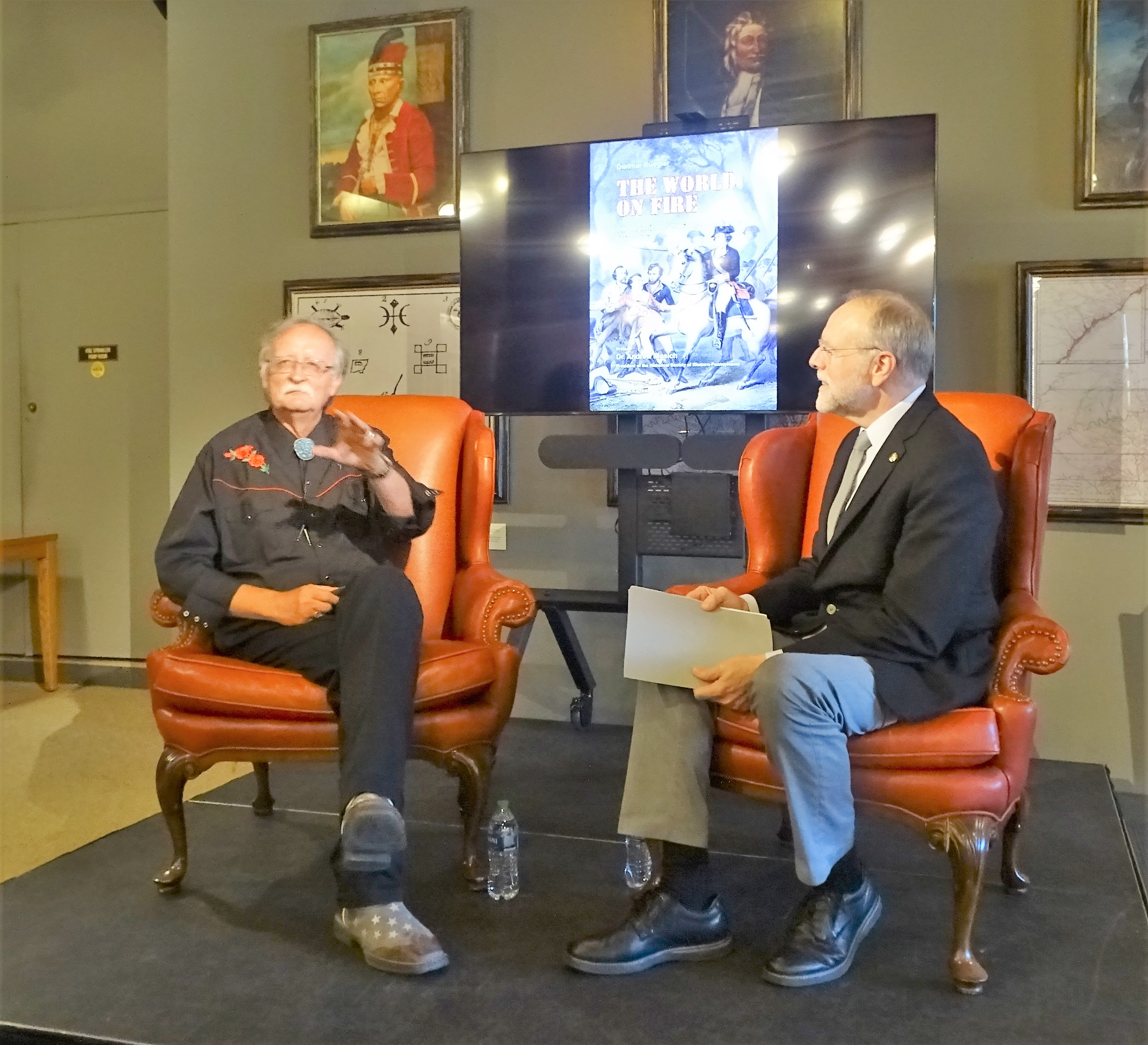

- Soldiers - Amerikanische Militärgeschichte von 1754–1916. Österreichischer Milizverlag, Salzburg, 2015.
- Die U.S. – Kavallerie. Legende und Wirklichkeit einer militärischen Eliteeinheit. Motorbuch-Verlag, 1979, ISBN 3-87943-626-6.
- Der Sheriff. Recht und Gesetz im Wilden Westen. Motorbuch-Verlag, 1977, ISBN 3-8112-1186-2.
- Die deutschen Truppen im amerikanischen Unabhängigkeitskrieg. Motorbuch-Verlag, 1981, ISBN 3-87943-738-6.
- Die Deutschen in Amerika. Motorbuch-Verlag, 1983, ISBN 3-87943-946-X.
- Der Herr der großen Wälder. Ein Abenteuer des Wilden Westens. Verlag Die blaue Giraffe, 1983, ISBN 3-536-01583-2.
- Zu den Quellen Manitous. Ein Abenteuer des Wilden Westens. Engelbert Verlag, Balve 1984, ISBN 3-536-01674-X.
- Die Texas Rangers. Motorbuch-Verlag, 1984, ISBN 3-613-01003-8.
- In der Gewalt des Khan. Marco Polo, 1986, ISBN 3-88101-738-0.
- Das Duell. Zweikampf um die Ehre. Motorbuch Verlag, 1986, ISBN 3-613-01108-5.
- Pecos. Der Weg der Cowboys. 1986, ISBN 3-88101-722-4.
- Die Armee der Südstaaten im amerikanischen Bürgerkrieg. 1987.
- Die Nord-Virginia-Armee. 1988.
- Die Schlacht von Gettysburg. 1988.
- General Robert E. Lee, Militärische Biographie. 1988, ISBN 3-924696-23-3.
- Die Reiterschlacht von Brandy Station. 1988, ISBN 3-924696-28-4.
- General U. S. Grant. Militärische Biographie. 1990, ISBN 3-924696-47-0.
- Die Potomac-Armee. 1991.
- Wagen westwärts... – Fahrzeuge der Pioniere. Verlag für Amerikanistik, 1991, ISBN 3-924696-56-X.
- mit Günter Schmitt: Western-Museum. Feuerwaffen der amerikanischen Pionierzeit. Motorbuch Verlag, 1995, ISBN 3-87943-501-4.
- Auf dem Schlachtfeld. 1996.
- Pony-Express. Verlag für Amerikanistik, 1997, ISBN 3-89510-044-7.
- Sucht mein Herz in der Prärie – Jim Bridger, Mountain Man. 1998, ISBN 3-89510-060-9.
- Bisonjagd. Geschichte einer Beinahe-Ausrottung.  Verlag für Amerikanistik, 1999, ISBN 3-924696-50-0.
- In der Wildnis die Freiheit. Trapper, Mountain Men, Pelzhändler. Der amerikanische Pelzhandel.  Verlag für Amerikanistik, 1999, ISBN 3-924696-33-0.
- Auf alten Trails nach Westen – Geschichtsreisebuch in die amerikanische Pionierzeit. 1999, ISBN 3-89510-068-4.
- Sie starben in den Stiefeln. Revolvermänner des Wilden Westens. Gondrom Verlag, 2001, ISBN 3-8112-1250-8.
- Western-Legenden. 2001, ISBN 3-89510-080-3.
- Jack Hays, Texas-Ranger. Verlag für Amerikanistik, 2001, ISBN 3-89510-078-1.
- Jim Bowie. Der Löwe von Texas. Verlag für Amerikanistik, 2002, ISBN 3-89510-086-2.
- Living History im amerikanischen Westen. 2003, ISBN 3-89510-090-0.
- Geisterstädte im amerikanischen Westen. 2004.
- The World on Fire. The Beginning of the French & Indian War. (Preface by Andrew Masich). Wyk auf Föhr. 2022. ISBN 978-3-89510-141-0.
- Der Northfield-Raid 1876. 2005, ISBN 3-89510-098-6.
- Western-Trails. Geschichtsreisebuch in die amerikanische Pionierzeit. Band 3, 2006, ISBN 3-89510-112-5.
- Pulverdampf und Sternenbanner – Amerika erobert den Westen. 2008, ISBN 978-3-89510-117-5.
- Wagenspur nach Westen - Das Abenteuer der Besiedelung Nordamerikas. 2012, ISBN 978-3-89510-130-4.
- Trucker King (Heftromanserie), ca. 10 Hefte als Steve Cooper
- Ich ziehe mit den Adlern - Kit Carson - Ein amerikanischer Held. Verlag für Amerikanistik, Wyk auf Foehr 2016, ISBN 978-3-89510-140-3.
- Die Welt in Flammen. Der Franzosen-&-Indianerkrieg 1754–1763. (Vorwort von  Andrew Masich). Wyk auf Föhr. ISBN 978-3-89510-138-0.